# Скорбеж
Скорбеж — озеро на границе Кесовогорского и Кашинского районов Тверской области России. Из озера берёт своё начало река Яхрома, впадает — река Синяя.
Возле озера располагается экосистема низинного типа «Савцинское» площадью 4219 га (возле сёл Стрелиха и Савцыно).
Ихтиофауну озера представляют: карась, язь, окунь, щука, налим.

## Гидрология
Площадь озера — 2,7 км², площадь водосборного бассейна — 71,8 км².
Озеро находится в окружении болот. Озеро вытянутой формы с юго-запада на северо-восток. Дно илистое.